# Vanessa (opera)

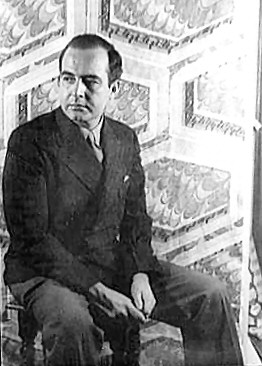
Samuel Barber

Vanessa är en amerikansk opera i fyra akter (reviderad 1964 till tre akter) med musik av Samuel Barber och libretto av Gian Carlo Menotti.

## Historia
Vanessa var Barbers första opera och han sökte länge efter en kompetent librettist. Han hade diskuterat saken med flera författare (såsom Dylan Thomas och Thornton Wilder) utan resultat, när Gian Carlo Menotti erbjöd sig som librettist. Menotti var inte bara själv kompositör utan även Barbers livskamrat. I mångt och mycket var resultatet strålande då båda hade en känsla för lyrisk och melodisk musik. Menotti byggde librettot löst på en av Isak Dinesens (pseudonym för Karen Blixen) berättelser i Seven Gothic Tales (1934). 
1956 sjöng och spelade Barber klaverutdraget för Metropolitanoperans chef Rudolf Bing, som antog verket på repertoaren. Menotti regisserade operan, och de eleganta kostymerna och dekoren var ritade av Cecil Beaton. Barber hade komponerat orkesterstycket Knoxville: Summer of 1915 för sopranen Eleanor Steber och hon blev utvald att sjunga titelrollen.
Operan hade premiär den 15 januari 1958 under musikalisk ledning av Dimitri Mitropoulus och med tenoren Nicolai Gedda i rollen som Anatol. Föreställningen vann Pulitzerpriset i musik samma år. 1964 reviderade Barber operan till en version i tre akter.
Den blev mycket populär i USA men möttes inte av förståelse då den uppfördes i Salzburg 1958.

## Personer
- Vanessa (sopran)
- Erika, hennes syskonbarn (mezzosopran)
- Den gamla baronessan, Vanessas moder (kontraalt)
- Anatol, son till Vanessas förre älskare som också hette Anatol (tenor)
- Den gamle doktorn (baryton)
- Nicholas, butlern (bas)
- Betjänten (bas)

## Handling
Vanessas lantställe, ca 1905.

### Akt I
Vanessa, hennes mor baronessan och syskonbarnet Erika väntar på Vanessas älskare Anatol som stack för 20 år sedan. Efter att han lämnade henne täckte hon för alla husets speglar tills han skulle återkomma. Sedan dess har hon inte sett hur hon åldrats. En ung man vid namn Anatol anländer och Vanessa tror att det är älskaren som återkommit. Vanessa vägrar att visa sitt ansikte för honom innan han har sagt att han fortfarande älskar henne. Han säger det men hon känner inte igen honom. Han informerar då Vanessa om att han är son till den nu avlidne Anatol. Vanessa lämnar rummet och Erika och Anatol njuter av maten och vinet som var avsett för Vanessa och hans fader.

### Akt II
Erika berättar för baronessan att Anatol förförde henne samma natt som han kom till huset. Baronessan klandrar henne. Erika har förälskat sig i Anatol men motstår hans frieri då hon tvivlar på hans ärlighet. Ovetande om Erikas känslor berättar Vanessa för henne att hon fortfarande älskar honom trots Erikas varning att han inte är hennes förre älskare. Baronessan säger till Erika att slåss för Anatol. Hon är osäker på om han är värt besväret. Han friar igen och hon avstår igen.

### Akt III
Vanessa håller Nyårsfest och den gamle doktorn är berusad. Baronessan och Erika vägrar komma och höra när han meddelar Anatols och Vanessas förlovning. Doktorn går för att hämta dem. Vanessa är gravid men har inte berättat för någon om detta. Hon kommer nedför trappan men svimmar och tar sig om magen. Doktorn kungör förlovningen och Erika flyr ut i kylan för att bli av med barnet.

### Akt IV
Vanessa är glad att Erika har överlevt och hon frågar Anatol varför hon har betett sig så underligt. Hon undrar om Erika möjligen älskar honom. Han nekar till detta. Vanessa ber Anatol att ta henne därifrån. Under tiden bekänner Erika för baronessan att hon var gravid men inte längre är det. Medan Vanessa och Anatol slutför förberedelserna för bröllopsresan till Paris, frågar Vanessa Erika varför hon sprang iväg. Erika svarar att hon bara var dum. Vanessa säger att hon kan överta Vanessas hus medan hon är bortrest. Efter att paret har rest iväg täcker Erika för att speglar och bommar igen huset, precis som Vanessa gjorde före henne. Hon säger att det nu är hennes tur att vänta på Anatol.